# Pezotagasta angolensis
Pezotagasta angolensis is een rechtvleugelig insect uit de familie Pyrgomorphidae. De wetenschappelijke naam van deze soort is voor het eerst geldig gepubliceerd in 1953 door Rehn.